# Raise Your Voice
Raise Your Voice (prt: Segue o Teu Sonho; bra: Na Trilha da Fama) é um filme americano de drama musical de 2004, dirigido por Sean McNamara e estrelado pela atriz e cantora Hilary Duff. O filme, que originalmente teria o nome de Heart of Summer, teria como atores principais Evan Rachel Wood e Jonathan Jackson (ator), mas ambos desistiram do projecto devido a mudanças nos produtores, e após sua saída o roteiro foi modificado de forma a que a escola de artes fosse situada em Los Angeles, ao invés de Nova York.

## Elenco
- Hilary Duff como Teresa "Terri" Fletcher
- Oliver James como Jay Corgan
- Jason Ritter como Paul Fletcher
- Dana Davis como Denise Gilmore
- Rebecca De Mornay como Tia Nina
- Rita Wilson como Francis Fletcher
- David Keith como Simon Fletcher
- Lauren C. Mayhew como Robin Childers
- Johnny Lewis como Engelbert "Kiwi" Wilson
- Kat Dennings como Sloane
- John Corbett como Sr. Torvald
- James Avery como Sr. Gantry
- Robert Trebor como Sr. Wesson
- Gibby Brand como Sr. Holcomb
- Adam Gontier como ele mesmo

## Recepção

### Recepção da crítica
O filme recebeu na sua maioria críticas negativas, recebendo 33 de 100 pelo Metacritic e atingindo uma classificação de 15% no Rotten Tomatoes com 85 avaliações e uma classificação média de 4,7 de 10.

### Bilheteria
O filme estreiou em 8 de outubro de 2004 e US$ 4.022.693 no final de semana de abertura no # 6, atrás de Shark Tale, Friday Night Lights, Ladder 49, Taxi e Los olvidados.